# Walter Findeisen (Meteorologe)
Theodor Robert Walter Findeisen (* 23. Juli 1909 in Hamburg; † 9. Mai 1945 in Prag) war ein deutscher Meteorologe.

## Leben
Am 25. Juli 1931 publizierte Walter Findeisen an der Universität Hamburg seine erste Dissertation zum Thema Messungen der Größe und Anzahl der Nebeltropfen zum Studium der Koagulation inhomogenen Nebels, 1937 veröffentlichte er an der Universität Berlin seine zweite Dissertation zum Thema Neue Wege der meteorologischen Feuchtigkeitsmessung.
Ab 1940 war Findeisen Direktor am Deutschen Wetterbüro in Prag. Der Schwerpunkt seiner Arbeit lag in der Flugmeteorologie und in der Erforschung der Wolken. Der Bergeron-Findeisen-Prozess, der die Entstehung großer Tropfen in Wolken beschreibt, ist nach Tor Bergeron und Walter Findeisen benannt.
Findeisen trat zum 1. Mai 1933 der NSDAP bei (Mitgliedsnummer 3.000.425). Nach Angabe der tschechischen Historikerin Milena Josefovičová war er zudem Mitglied folgender nationalsozialistischer Parteien und Organisationen: Nationalsozialistisches Fliegerkorps Hamburg, NSV und Nationalsozialistischer Deutscher Dozentenbund.

## Schriften
- Messungen der Größe und Anzahl der Nebeltropfen zum Studium der Koagulation inhomogenen Nebels. Mathematisch-naturwissenschaftliche Dissertation vom 25. Juli 1931. In: Gerlands Beiträge, Geophysik, Band 35. Akademische Verlagsgesellschaft, Leipzig 1932
- Neue Wege der meteorologischen Feuchtigkeitsmessung. Dissertation. In: Wissenschaftliche Abhandlungen des Reichsamts für Wetterdienst (2,11), Springer-Verlag, Berlin 1937
- Meteorologisch-physikalische Bedingtheiten der Vereisung in der Atmosphäre. In: Hauptversammlung 1938 der Lilienthal-Gesellschaft für Luftfahrtforschung, Lilienthal-Gesellschaft für Luftfahrtforschung, Berlin 1938
- Temperatur- und Feuchtemessung bei hohen Fluggeschwindigkeiten. In: Forschungs- und Erfahrungsberichte des Reichswetterdienstes (Nr. 11), Reichsamt für Wetterdienst, Berlin 1941
- Meteorologischer Kommentar zur D (Luft) 1209 „Vereisung“. In: Forschungs- und Erfahrungsberichte des Reichswetterdienstes (Nr. 19), Reichsamt für Wetterdienst, Berlin 1943
- Experimenteller Nachweis der Abhängigkeit der Vereisungsgrenze von der Fluggeschwindigkeit. In: Forschungs- und Erfahrungsberichte des Reichswetterdienstes (Nr. 20), Reichsamt für Wetterdienst (Luftwaffe), Berlin 1943
- Orientierende Untersuchungen über die Grösse der beim Wolkenflug am Flugzeug auftretenden elektrischen Potentialunterschiede und Potentialgefälle. In: Forschungs- und Erfahrungsberichte des Reichswetterdienstes (Nr. 25), Reichsamt für Wetterdienst (Luftwaffe), Berlin 1944
- Experimentelle Untersuchungen über die atmosphärische Eisteilchenbildung. In: Forschungs- und Erfahrungsberichte des Reichswetterdienstes (Nr. 27), Reichsamt für Wetterdienst, Berlin 1944